# Wild Youth (album)
Wild Youth è l'album di debutto di Steve Angello. È stato pubblicato il 22 gennaio 2016, sebbene originariamente la data stabilita fosse aprile 2015. Contiene i singoli promozionali Wasted Love, in collaborazione con Dougy, e Children Of The Wild, con la partecipazione di Mako. L'ultima traccia presenta un discorso dello stesso artista riguardante tematiche sociali.

## Tracce
1. Rebel Nation (feat. Andrew Watt)
2. Children Of The Wild (feat. Mako)
3. Tiger
4. Last Dance (feat. AN21 & Franz Novotny)
5. Wasted Love (feat. Dougy)
6. Stockholm Skies (feat. Tom Taped & Alex Aris)
7. Revolution (feat. Francesco Rossi & David Garza)
8. Prisoner (feat. Gary Go)
9. The Ocean (feat. Julia Spada & Saturday, Monday)
10. Someone Else (feat. Dan Reynolds)
11. Remember (feat. The Presets)
12. Stay (feat. Saints Of Valory)